# Нгари Гунса (аэропорт)
Аэропорт Нгари Гунса (кит. упр. 阿里昆莎机场, пиньинь Ālǐ Kūnshā Jīchǎng, палл. Али Куньша Цзичан, тиб. ལྷ་ས་གོང་དཀར་རྫོང, англ. Ngari Gunsa Airport) — аэропорт округа Нгари, Тибетский автономный район. Аэропорт находится на высоте 4274 метров над уровнем моря; длина взлётно-посадочной полосы одна из самых больших — 4500 метров (это необходимо из-за разреженности воздуха).. Входит в число наиболее высокогорных аэропортов мира.
Аэропорт находится недалеко от индийской границы, и обслуживает посёлок Шицюаньхэ, в котором размещаются органы управления округа Нгари. Аэропорт используется как военный и как гражданский. Это один из самых высокогорных аэропортов в мире. Строительство аэропорта началось в 2007 году, стоимость инвестиции — 1.65 миллиардов юаней. 1 июля 2010 он открылся как четвёртый в Тибете гражданский аэропорт. Ожидается к 2020 году довести поток пассажиров до 120 тысяч в год.
От Шицюаньхэ один день проезда на автобусе (330 км) до посёлка Дарчен к северу от знаменитого святого озера Манасаровар перед горой Кайлас, Ожидается что наличие аэропорта положительно повлияет на паломничество из Индии, так как гора Кайлас считается святыней для индуистов, буддистов, джайнов и исповедующих бон. После открытия аэропорта Шигацзе и железной дороги Лхаса — Шигадзе ожидается увеличение потока туристов в западный Тибет.